# 吉野川市立川島小学校
吉野川市立川島小学校（よしのがわしりつ かわしましょうがっこう）は、徳島県吉野川市川島町桑村にある公立小学校。

## 校訓
- 至誠

## 沿革
- 1904年（明治37年） - 川島尋常高等小学校・桑村小学校・山田小学校が統合したため桑川村尋常高等小学校が設立。
- 1907年（明治40年） - 川島町立川島尋常高等小学校と改称。
- 1941年（昭和16年） - 徳島県麻植郡川島国民学校と改称。
- 1947年（昭和22年） - 徳島県麻植郡川島小学校と改称。
- 1955年（昭和30年） - 徳島県麻植郡川島町川島小学校と改称。
- 2004年（平成16年） - 町村合併のため吉野川市立川島小学校となる。

## 通学区域が隣接している学校
- 吉野川市立学島小学校
- 吉野川市立高越小学校
- 吉野川市立飯尾敷地小学校
- 吉野川市立西麻植小学校
- 阿波市立八幡小学校
- 阿波市立市場小学校

## 著名な卒業生
大川隆法 （幸福の科学グループ創始者兼総裁）